# 芳田村 (岡山県)
芳田村（よしだそん）は、岡山県御津郡にあった村。

## 歴史
明治維新の際には木村、福永村、新保村、米倉村、当新田、万倍村、泉田村といった諸村があったが、のちに当新田は当新田村と、福永村は富田村と改められた。1875年（明治8年）3月には木村が下中野村に合併した。
- 1889年（明治22年）6月1日 - 町村制の施行により、御野郡富田村、新保村、米倉村、当新田村、万倍村、泉田村と西市村が合併して村制施行し、芳田村が発足。
- 1900年（明治33年）4月1日 - 津高郡と御野郡が合併し御津郡となる。
- 1952年（昭和27年）4月1日 - 岡山市に編入され消滅。

なお、岡山市が政令指定都市となった際、芳田村だった地域のほとんどは南区に属すこととなったが、富田だけは北区に編入されている。